# Gotarzes (secretário)
Gotarzes (em grego: Γωταρζης; romaniz.: Gōtarzēs; em parta: 𐭂𐭅𐭕𐭓𐭆; romaniz.: Gōdarz / Gōtarz) foi um oficial persa do século V, ativo no reinado do xá Isdigerdes I (r. 399–420). 

## Nome
Gotarzes (Γωταρζης, Gōtarzēs) é a forma língua grega do iraniano médio Godarze / Gotarze (𐭂𐭅𐭕𐭓𐭆, Gōdarz / Gōtarz), que por sua vez derivou do iraniano antigo Gautarza (*Gau-tarza-; lit. "esmagador de bois"). Foi registrado em aramaico como gwtrz.

## Vida
As origens de Gotarzes são incertas. Durante o reinado do xainxá Isdigerdes I (r. 399–420), serviu como secretário do exército (junde alcatibe). Com a morte do rei em 420, participou na conspiração da nobreza que impediu que seus filhos o sucedessem e Cosroes, o Usurpador (r. 420) foi nomeado. Nada mais se sabe sobre ele.